# AsianTrinity
asianTrinity (アジアントリニティ) は、長女のMary (Pf)、次女のLisa (Va)、三女のMartha (Vl) による三姉妹クラシックユニット。
ベートーヴェンの『交響曲第5番ハ短調「運命」』やチャイコフスキーの『くるみ割り人形』、『ピアノコンチェルト』、J.S.バッハの『小フーガ ト短調』など、著名なクラシック曲を斬新なアレンジで演奏している。

## 概要
2002年、長女Mary、次女Lisa、三女Marthaの三姉妹で活動開始。
2008年、三女Marthaの事故死によりMaryとLisaの二姉妹で活動を継続中。

## 活動
2009年2月25日に最初のアルバム『200年後の運命』を発売。収録曲「運命」にはギタリストの野村義男も演奏に参加している。同年9月には西田大輔脚本・演出の舞台『ムーラン・ドゥ・ラ・ギャレット』で演奏を担当。アルバム収録曲が多数採用された。
2010年公開映画、『ホテルチェルシー』ではBGM曲の演奏の他、作曲にも参加。

## ディスコグラフィ

### アルバム
- 200年後の運命 （2009年2月25日）

1. 運命 (featuring 野村義男)
2. 悠久の風（オリジナル）
3. 小フーガ
4. くるみ割り人形
5. ピアノコンチェルト（Produced byホッピー神山）
6. ダッタン人の踊り
7. カノン
8. G線上のアリア
9. アヴェマリア
10. 愛の喜び
11. 間奏曲
12. 白鳥
13. 愛の挨拶

## ライブ
2007年12月 アクアライン10周年記念イベントに出演。海ほたる内特設ステージにて演奏。
2008年4月 新宿野村ビル30周年記念コンサート出演。初の屋外ステージでの演奏。
2009年11月 文化放送サテライトステージにてライブコンサート及びラジオ出演。
2010年9月 汐留イタリア街夏祭2010にて演奏。
他、ジャズバーやミュージックレストラン等でライブを定期的に開催

## TV出演
2010年7月 フジテレビ系で放送の捨てる恋あれば拾う恋ありに出演。